# Perlini Dumpers
Perlini Dumpers (Industrie Macchine Perlini S.p.A. früher Perlini Equipment) ist ein italienischer Hersteller von schweren Lastkraftwagen und Muldenkippern. Das Unternehmen mit Sitz in Gambellara gehört seit 2018 zur Cangialeoni-Gruppe.

## Unternehmensgeschichte
Das Unternehmen wurde 1957 von Roberto Perlini in San Bonifacio als „Officine Meccaniche Costruzioni Roberto Perlini“ gegründet um handelsübliche Lkw-Modelle zu Spezialfahrzeugen für die italienische Industrie umzurüsten. Bei der Umrüstung wurden die Fahrgestelle der Fahrzeuge verlängert und eine weitere Achse hinzugefügt um die Ladekapazitäten zu erhöhen. Zu dieser Zeit lag der Ausstoß an umgerüsteten LKW bei etwa 1500 jährlich. 1961 begann das Familienunternehmen mit der Produktion eigener Muldenkipper für den Einsatz im Gelände bzw. Steinbrüchen und Bergbauminen, was alsbald zum Kerngeschäft des produzierenden Betriebes wurde. Anfang der 1970er-Jahre begann Perlini mit dem Export größerer Zahlen an Muldenkippern in die Volksrepublik China, wodurch eine sehr wichtige Handelsbeziehung etabliert wurde, die bis heute anhält. 1977 wurde für den weltweiten Vertrieb Perlini International gegründet, das 2005 ebenfalls in das Familienunternehmen Perlini eingegliedert wurde. Im Jahr 2010 kündigte Perlini auf der Baumaschinenmesse bauma eine Partnerschaft mit Volvo Construction Equipment für den Vertrieb auf dem europäischen Markt an. Im Jahr 2016 wurde das Unternehmen insolvent und ist seit 2018 Teil der Cangialeoni-Gruppe, die Perlini bis heute fortführt. Seit der Gründung von Perlini wurden insgesamt mehr als 12.000 Fahrzeuge produziert.

## Produkte

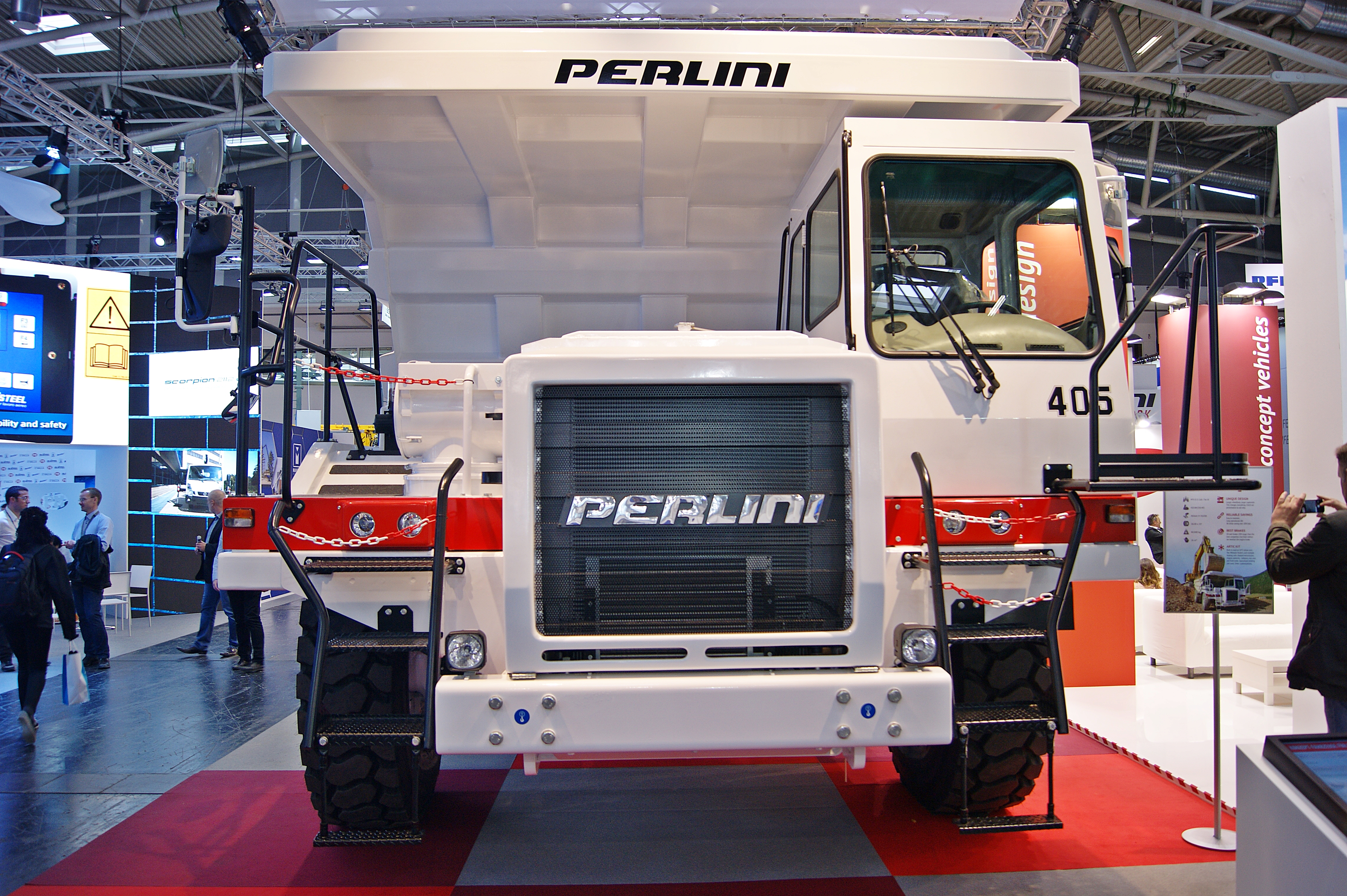
Muldenkipper DP 405 auf der Bauma 2016

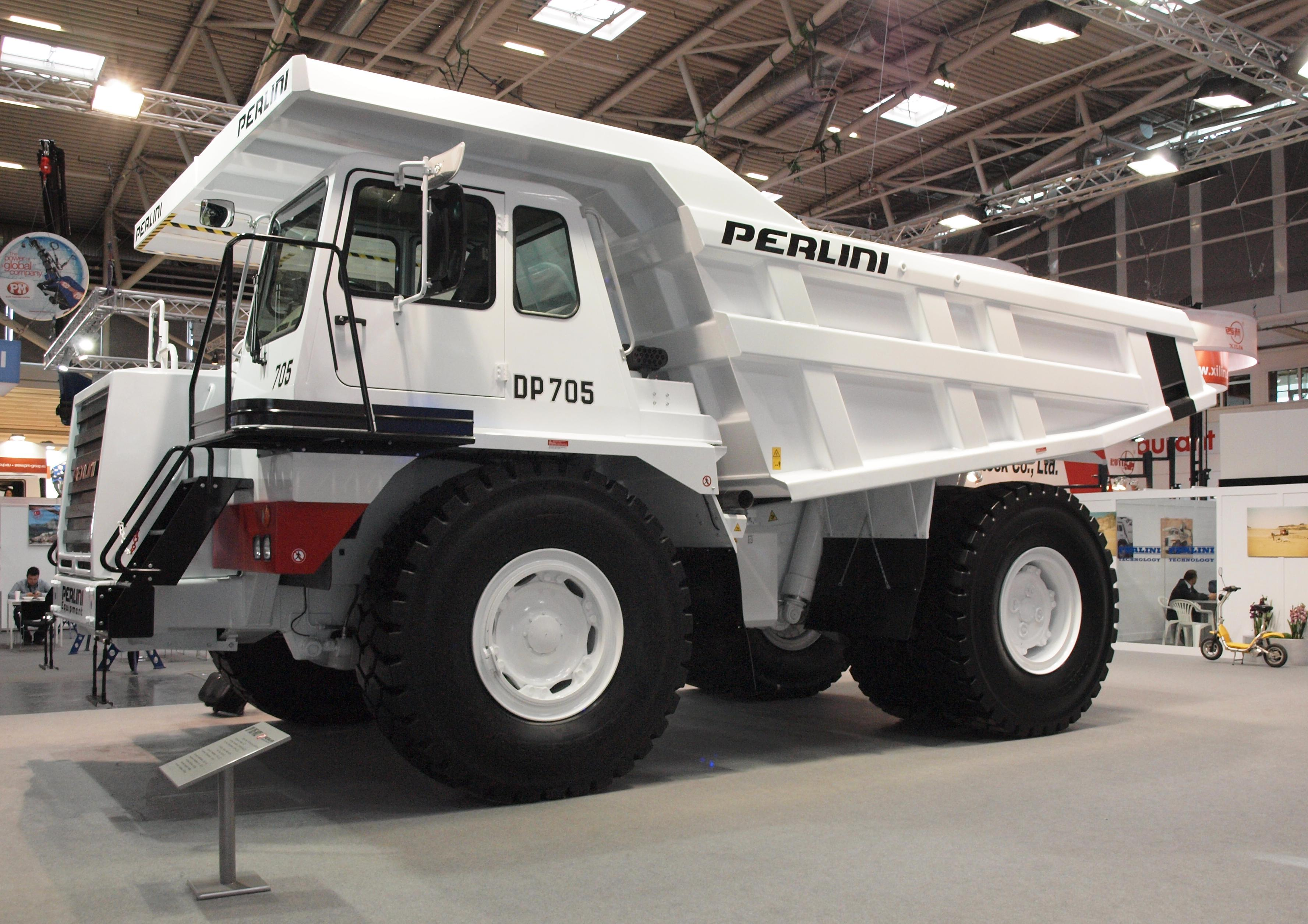
Perlini-Muldenkipper DP 705 WD, ausgestellt auf der Messe BAUMA 2013

Der Fokus des Unternehmens liegt auf der Produktion von Schwerlastbaustellen-Lkw und Muldenkippern mit hoher Ladekapazität. Bis zur Übernahme durch Cangialeoni 2016 produzierte Perlini auch Spezialfahrzeuge, wie Flugfeldlöschfahrzeuge und Motorsport-Lkw für die Teilnahme bei der Rallye Dakar.

### Muldenkipper
- DP 255
- DP 405 WD
- DP 605
- DP 705 WD
- DP 905
- DPT 70

### Ehemalige Modelle
- DP 205
- DP 366
- DP 655
- DP 755
- DP 855
- DP 955
- T20
- T40

## Motorsport

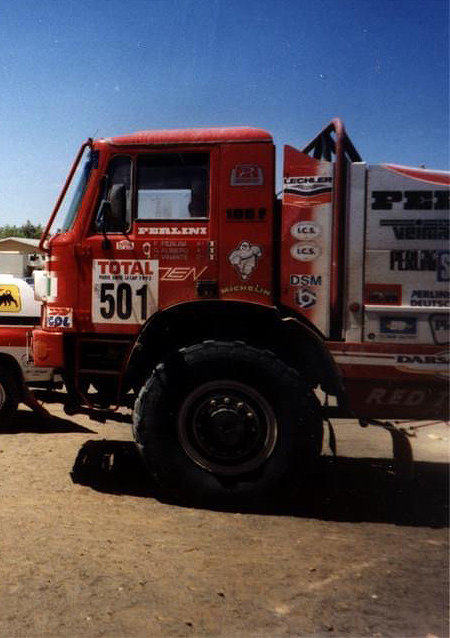
Perlini 105F „Red Tiger“ bei der Rallye Dakar 1992

Abseits des Lkw-Geschäfts war das Unternehmen mit Jacques Houssat und den beiden Söhnen des Unternehmensgründers Francesco Perlini und Maurizio Perlini seit Ende der 1980er Jahre im Motorsport aktiv. Mit dem Modell Perlini 105F „Red Tiger“ nahm Perlini erstmals 1988 an der Rallye Dakar teil und belegte den vierten Platz in der LKW-Klasse. In den Jahren 1990, 1991 und 1992 gewann Perlini die Rallye Dakar in der LKW-Klasse. Neben der Rallye Dakar nahm der „Red Tiger“ 1988 an der ägyptischen Pharaonen-Rallye und 1992 an der Rallye Paris-Moskau-Peking teil, die er beide in der LKW-Klasse gewann.

### Technische Daten Perlini 105F
Die hier aufgeführten Daten gelten für das Modell wie es ab 1988 eingesetzt wurde.
- Motor: Zweitakt-V8-Dieselmotor mit Turbolader
- Motortyp: Detroit Diesel 8V92
- Hubraum: 12,1 l
- Leistung: maximal 550 PS bei 2300 min−1
- maximales Drehmoment: 1690 Nm bei 1400 min−1
- Getriebe: manuelles Achtgang-Schaltgetriebe
- Getriebetyp: ZF 4 S-150 GPA von ZF Friedrichshafen
- Höchstgeschwindigkeit: lt. Reglement bei 150 km/h abgeregelt, real gefahren >180 km/h
- Antriebsformel: 4×4
- Starrachsen mit hydropneumatischer Federung und 375 mm Federweg
- gelenkte Vorder- und Hinterachse, Hinterradlenkung abschaltbar
- selbstbelüftete Scheibenbremsen mit Doppelsätteln
- Leergewicht: 10.900 kg
- Gesamtgewicht rennfertig: 12.800 kg